# Catalunya Marítima
Catalunya Marítima va ser una revista catalana especialitzada en assumptes marítims publicada per primer cop el 30 de gener de 1919. Editada per l'Editorial Catalana, els seus directors van ser l'editor Josep Pugés i l'historiador Jaume Carrera. La publicació contenia articles, notes i informacions sobre drassanes, la construcció naval catalana, moviments d'entrada i sortida de vaixells als ports catalans o les companyies navilieres. De periodicitat quinzenal, a partir del número 7, i mensual al tercer any, va deixar d'editar-se el juliol de 1921.
La revista completa està digitalitzada i disponible a l'Arxiu de Revistes Catalanes Antigues, amb la col·laboració del Museu Marítim de Barcelona.